# Millennium Actress
Pour les articles homonymes, voir Millennium.
Pour plus de détails, voir Fiche technique et Distribution.
Millennium Actress (千年女優, Sennen joyū, littéralement « actrice millénaire ») est un film d'animation japonais réalisé par Satoshi Kon, sorti en 2001.

## Synopsis
Chiyoko Fujiwara est une ancienne célébrité du cinéma japonais. Aujourd'hui très âgée, elle vit recluse chez elle. Un jour, un journaliste et admirateur vient lui rendre visite pour l'interviewer sur son passé. Il lui remet une clef, que Chiyoko avait perdue voilà trente ans... Elle se met à raconter son histoire, toute sa vie, avec pour spectateurs cet interviewer, son caméraman et nous-mêmes, passant de film en film qui se rejoignent et alternant avec les retours à la réalité où on peut les voir jouer les rôles, pris dans le récit de Chiyoko. Une vie pleine d'amour et de passion... une vie à la recherche d'un étrange inconnu, celui même qui lui a un jour remis cette clef avant de disparaître dans la précipitation, poursuivi par la police et devant se rendre à la guerre.

## Fiche technique
- Titre : Millennium Actress
- Titre original : 千年女優 (Sennen joyū)
- Réalisation : Satoshi Kon
- Scénario : Satoshi Kon et Sadayuki Murai
- Production : Taro Maki
- Musique : Susumu Hirasawa
- Photographie : Hisao Shirai
- Montage : Satoshi Terauchi
- Pays d'origine :  Japon
- Langue : japonais
- Genre : Film dramatique, Film d'animation
- Durée : 86 minutes
- Dates de sortie : 
  - Canada : 28 juillet 2001 (festival du film Fantasia)
  - Japon : 14 septembre 2002
  - France : 18 décembre 2019 (Septième Factory)

## Distribution
| Personnages              | Personnages              | Voix japonaises  | Voix françaises   |
| ------------------------ | ------------------------ | ---------------- | ----------------- |
| Chiyoko Fujiwara         | 70 ans                   | Miyoko Shōji     | Jacqueline Ghaye  |
| Chiyoko Fujiwara         | 20-40 ans                | Mami Koyama      | Delphine Moriau   |
| Chiyoko Fujiwara         | 10-20 ans                | Fumiko Orikasa   | Delphine Moriau   |
| Genya Tachibana          | Genya Tachibana          | Shōzō Iizuka     | Daniel Nicodème   |
| Eiko Shimao              | Eiko Shimao              | Shōko Tsuda      | Catherine Conet   |
| Junichi Ootaki           | Junichi Ootaki           | Hirotaka Suzuoki | Tony Beck         |
| La mère                  | La mère                  | Hisako Kyōda     | Guylaine Gibert   |
| Cadre supérieur de Ginei | Cadre supérieur de Ginei | Kan Tokumaru     |                   |
| Mino                     | Mino                     | Tomie Kataoka    |                   |
| Genya (jeune)            | Genya (jeune)            | Masamichi Sato   |                   |
| Kyoji Ida                | Kyoji Ida                | Masaya Onosaka   | Sébastien Hebrant |
| L'homme à la cicatrice   | L'homme à la cicatrice   | Masane Tsukayama | Arnaud Léonard    |
| L'homme avec la clé      | L'homme avec la clé      | Kōichi Yamadera  | Philippe Allard   |

## Production
Millennium Actress est le deuxième film réalisé par Satoshi Kon et sa première œuvre originale, après le très acclamé Perfect Blue,. 
Il a été planifié par Masao Maruyama et produit par Taro Maki.
Le projet de Millennium Actress est né de Taro Maki, qui a décidé de produire le film de Kon parce qu'il pensait que son travail précédent était étonnant, et lui a proposé de faire un film « qui ressemble à un trompe-l'œil »",.
L'écriture du scénario a commencé par une phrase que Kon a imaginée : « Une vieille femme, autrefois considérée comme une grande actrice, est censée raconter l'histoire de sa vie, mais ses souvenirs s'embrouillent et les différents rôles qu'elle a joués dans le passé commencent à s'y mêler, créant une histoire tumultueuse ».
La structure de l'histoire a été décidée au stade de l'ébauche de l'intrigue lorsque Kon a étoffé cette phrase, et la dernière scène est restée intacte dans le film terminé. 
Il a ensuite travaillé avec le scénariste, Sadayuki Murai, et le producteur pour développer les épisodes et les paramètres détaillés des personnages à inclure dans l'intrigue.
Contrairement au film précédent, qu'il avait été engagé pour réaliser, celui-ci était son projet original, il a donc pu exprimer ses propres opinions, et a décidé de mettre davantage l'accent sur le son, en particulier la musique, et a demandé à Susumu Hirasawa, qui était adulé depuis longtemps, de composer la musique. 
Il y avait environ 250 membres du personnel au total, et la période de production a duré environ deux ans. La vingtaine de membres de l'équipe principale était presque la même que dans l'œuvre précédente, seul le directeur de l'animation ayant changé. 
Dans l'œuvre précédente, le design des personnages était réalisé par Hisashi Eguchi et le directeur de l'animation par Hideki Hamasu, mais dans cette œuvre, les deux étaient réalisés par Takeshi Honda. 
La raison en est que le directeur de l'animation est un poste très important et très lourd, et que les animateurs qui ont les compétences et les capacités avec lesquelles Kon aimerait travailler sont généralement ceux qui préfèrent dessiner les images clés plutôt que le directeur de l'animation, ce qui rend difficile de leur demander de poursuivre leur travail. 
Pour le design des personnages, Honda a été choisi parce qu'il est quelqu'un qui dessine des images élégantes que les gens ordinaires ne voient pas d'un mauvais œil et qui a un réel talent dans l'industrie de l'animation, afin de s'assurer que le film ne soit pas réservé à quelques fans d'animation juste parce que c'est un film d'animation. 
Certains des designs des personnages ont été réalisés par Kon lui-même, et toutes les affiches de Chiyoko dans le film ont également été dessinées par Kon.
Il s'agit de la dernière animation traditionnelle de Kon, ses travaux ultérieurs étant des animations numériques. Et la plupart des scènes sont dessinées sur la base de la mise en page de Kon.
Le budget était initialement de 130 millions de yens, et le budget final était d'environ 100 millions et quelques dizaines de millions de yens, l'un des coûts de production les plus bas pour un film d'animation au Japon.

## Thème
Millennium Actress a commencé par une demande de faire un film en trompe-l'oeil comme le précédent Perfect Blue. Cependant, il ne s'agissait que d'une technique cinématographique, et non d'un thème de film. Les deux œuvres partagent la même méthodologie consistant à " brouiller la frontière entre fiction et réalité », et les deux œuvres sont comme les deux faces d'une même pièce pour Kon,. 
Le film précédent se concentrait sur le côté négatif de la nature humaine, tandis que ce film se concentre sur le côté positif. 
Le film précédent dépeignait l'effacement progressif de la frontière entre la fiction et la réalité, alors que ce film relie de façon transparente la fiction et la réalité dès le début, et montre les personnages allant et venant librement entre la fiction et la réalité. 
La technique du mélange de la fiction et de la réalité a été utilisée pour exprimer le monde intérieur malaisé du protagoniste dans le film précédent, et utilisée dans ce film pour une aventure amusante, transformant le film de psycho-horreur et de suspense en un divertissement délicat et humoristique,.
Dans le film précédent, il a essayé de troubler le public en décrivant les troubles intérieurs et le chaos du personnage principal par le biais d'un mélange de fiction et de réalité, mais dans ce film, son intention n'est pas de troubler le public, mais de laisser le public apprécier le mélange de fiction et de réalité lui-même. 
Il voulait réaliser une sorte de film "Les Aventures d'une vieille femme rêveuse" en mélangeant fiction et réalité jusqu'à l'indiscernabilité.
Il existe différents types de peintures en trompe-l'œil, mais un exemple que Kon a donné à l'équipe est l'ukiyoe d'Utagawa Kuniyoshi : « À première vue, il a l'air très féroce, mais c'est en fait une personne aimable » (みかけハこハゐがとんだいゝ人だ). 
À première vue, il semble s'agir du visage d'une seule personne, mais en y regardant de plus près, on s'aperçoit que de nombreuses personnes sont entrelacées. Il a comparé cette caractéristique du tableau, « des non-faces qui se rassemblent pour former un visage », au concept de cette œuvre, « des mensonges qui s'empilent pour révéler la vérité ».
Le film a une structure complexe dans laquelle les membres du personnel qui rendent visite à l'actrice légendaire pour un entretien vivent l'histoire de sa vie dans un monde fictif où le passé de l'actrice et les films dans lesquels elle est apparue se croisent, faisant de l'histoire un mélange de réalité et de fiction ainsi qu'un hommage à divers films classiques. 
Le personnage principal est modelé sur Setsuko Hara et Hideko Takamine, et les films qui apparaissent dans le film comprennent une pièce d'époque dans le style du Le Château de l'araignée d'Akira Kurosawa, un film de Yasujiro Ozu, une histoire de chanbara (combat à l'épée) mettant en scène Kurama Tengu, une histoire de monstres qui emprunte des images à Godzilla, et une histoire de science-fiction,.
L'histoire suit l'histoire personnelle de Chiyoko Fujiwara, une actrice âgée, et devient progressivement un mélange de réalité, de rêves et de films. Chaque épisode répète une série de scènes de « poursuite, course et tomber » dans des situations et des moments différents. Sa vie, qui est la somme de tout cela, répète également divers revers et reprises tout en continuant à courir après l'homme avec la clé, qui est presque une illusion. 
Cette œuvre est fondamentalement une répétition du même épisode, une histoire cyclique comme le Boléro en musique. 
Kon dit que cette idée de structure fractale doit beaucoup à la musique de Susumu Hirasawa. 
L'histoire reflète également l'hospitalisation que Kon a connue après ses débuts en tant que mangaka, ainsi que la frustration et la lutte qu'il a ressenties à cette époque : « Tout est fichu, mais puis-je encore faire un come-back ? ». 
Ce film est célèbre pour avoir donné à de nombreux spectateurs le sentiment d'être trahis par la dernière phrase de Chiyoko. 
Kon a dit que le processus de croissance humaine est une répétition de mort et de renaissance, dans laquelle les valeurs que nous avons accumulées jusqu'à ce point deviennent inacceptables dans une nouvelle phase, et même si nous les reconstruisons une fois qu'elles sont brisées, elles deviennent à nouveau inacceptables dans une nouvelle phase, et il a impliqué le public dans la fractale du film en lui demandant s'il serait capable de se relever et de continuer à « poursuivre, courir et tomber » même après être « tombé » à la fin du film,.
Kon a déclaré : « Il n'y a pas de réponse unique - c'est ce que je souhaite le plus pour mon travail. Je veux que les gens le voient de plusieurs façons différentes ». 

## Récompenses et distinctions
- Festival FanTasia, Montréal 2001 : Meilleur film d'animation.
- Prix Mainichi Noburō Ōfuji 2003.